# Fondo para la Democracia
En la Cumbre Mundial de Naciones Unidas, en septiembre de 2005, los jefes de Estado y de Gobierno manifestaron su compromiso de apoyar la democracia “reforzando la capacidad de los países para aplicar los principios y las prácticas democráticas y estamos decididos a fortalecer la capacidad de las Naciones Unidas para prestar asistencia a los Estados Miembros que la soliciten”. En este contexto, se establece el Fondo para la Democracia en las Naciones Unidas.
En el Documento Final de la Cumbre 2005, se señala que, en la Junta Consultiva que se establezca, deberá reflejarse una representación geográfica diversa.
Su Junta Consultiva está compuesta por Australia, Benín, Chile, Francia, Alemania, Hungría, India, Indonesia, Catar, Sudáfrica y Estados Unidos. Ésta tiene como misión asesorar al Secretario General acerca de estrategias, prioridad de programas y la formulación de recomendaciones sobre propuestas de financiación. Existe un Grupo Consultivo de Programas, integrado por funcionarios de alto nivel de Naciones Unidas, quienes ya prestan apoyo en el campo de la democratización.
- Datos: Q6138936